# Achenium humile
Achenium humile är en skalbaggsart som först beskrevs av Nicolai 1822.  Achenium humile ingår i släktet Achenium, och familjen kortvingar. Arten är reproducerande i Sverige.